# Жіба
Жіба  (порт. Giba; нар. 23 грудня 1976) — бразильський волейболіст, олімпійський чемпіон. Протягом більшої частини 2000-х років вважався одним з найкращих волейболістів світу. Протягом своєї професійної кар'єри грав у Бразилії, Італії, Росії, Аргентині та нетривалий час в Об'єднаних Арабських Еміратах. Найбільше його пам'ятають за успіхи у складі національної збірної. Зі збірною Бразилії він виграв загалом 8 чемпіонатів Південної Америки, 3 Кубки Америки, 8 титулів Світової ліги, 3 Кубки Гранд Чемпіонів, три чемпіонати світу (2002, 2006, 2010), золоту медаль на літніх Олімпійських іграх 2004 року та дві срібні медалі на літніх Олімпійських іграх 2008 та 2012 років, де він був капітаном команди.

## Виступи на Олімпіадах
| Олімпіада   | Дисципліна | Місце |
| ----------- | ---------- | ----- |
| Сідней 2000 | волейбол   | 6     |
| Афіни 2004  | волейбол   | 1     |
| Пекін 2008  | волейбол   | 2     |
| Лондон 2012 | волейбол   | 2     |